# Hawa Yakubu
Pour les articles homonymes, voir Yakubu.
Hawa Yakubu (née en 1947 ou 1948 au Ghana et morte le 19 mars 2007 à Londres), était une femme politique ghanéenne. Vice-présidente du Nouveau parti patriotique (NPP). Surnommée la Dame de fer pour sa résistance, sa franchise et sa détermination dans la lutte contre les fléaux sociaux.

## Biographie
Elle est députée de 1979 à 1981, puis s'exile à Londres lorsque la junte militaire prend le pouvoir en décembre 1981. Elle vit alors au Royaume-Uni, puis au Nigeria. En 1991, elle retourne au Ghana.
En 1992, elle est candidate indépendante à l'élection législative qu'elle a remportée mais perd son siège dans des circonstances controversées après avoir concédé une défaite.
Elle part alors à Cotonou au Bénin, où elle devient directrice exécutive de GERDDES (Groupe d'étude et de recherche sur la démocratie et le développement économique et social), une ONG qui supervise des élections en Afrique.
En 2000, elle retourne dans son pays où elle est élue la même année députée. Lors des élections de 2004, elle n'est pas réélue.
En 2001, elle devient ministre du Tourisme poste qu'elle occupe jusqu'en 2005.